# ميخائيل جونسون (لاعب هوكي الحقل)
ميخائيل جونسون (بالإنجليزية: Michael Johnson) هو لاعب هوكي الحقل بريطاني، ولد في 27 أغسطس 1979.

## وصلات خارجية
- مايكل جونسون على موقع اللجنة الأولمبية الدولية (الإنجليزية)
- مايكل جونسون على موقع أوليمبيديا (الإنجليزية)
- مايكل جونسون على موقع اللجنة الأولمبية البريطانية (الإنجليزية)